# Liste der denkmalgeschützten Objekte in Echsenbach
Die Liste der denkmalgeschützten Objekte in Echsenbach enthält die 6 denkmalgeschützten, unbeweglichen Objekte der Gemeinde Echsenbach in Niederösterreich.

## Denkmäler
| Foto |                 | Denkmal                                                                                | Standort                                          | Beschreibung | Metadaten |
| ---- | --------------- | -------------------------------------------------------------------------------------- | ------------------------------------------------- | --- | --- |
| ja   | Datei hochladen | Pfarrhof HERIS-ID: 58800 Objekt-ID: 69636                                              | Kirchenberg 1 Standort KG: Echsenbach             | | BDA-Hist.: Q38084802 Status: § 2a Stand der BDA-Liste: 2025-06-30 Name: Pfarrhof GstNr.: .1                                                                            |
| ja   | Datei hochladen | Kath. Pfarrkirche hl. Jakobus der Ältere und Friedhof HERIS-ID: 49623 Objekt-ID: 53536 | Kirchenberg 2, neben Standort KG: Echsenbach      | Die auf einem Hügel im Norden des Ortes gelegene und von einem Friedhof umgebene Pfarrkirche hl. Jakobus der Ältere ist eine romanische Chorturmkirche aus dem 13. Jahrhundert die 1427 umgebaut und durch Hans Petermair 1957 erweitert wurde. Das im Kern romanische Langhaus hat eine schlichte Westfront, ein Rechteckportal und Rundbogenfenster. Der aus dem 13. Jahrhundert stammende Ostturm verfügt über stark vermauerte Maßwerkfenster an der Ostseite und seitliche Schlitzfenster. Seinen Spitzhelm erhielt er 1780. Die im späten 13. Jahrhundert erbaute Kapelle an der Südseite ist durch frühgotische Maßwerkfenster geöffnet. Die Sakristei in der Südostecke wurde 1898 erbaut. Aus dem Jahr 1957 zählt ein quadratischer Zubau mit Walmdach im Norden, der an die Vierung anschließt. | BDA-Hist.: Q38035064 Status: § 2a Stand der BDA-Liste: 2025-06-30 Name: Kath. Pfarrkirche hl. Jakobus der Ältere und Friedhof GstNr.: .65, 44/1 Pfarrkirche Echsenbach |
| ja   | Datei hochladen | Ortskapelle Gerweis HERIS-ID: 49733 Objekt-ID: 53805                                   | Gerweis 24, gegenüber Standort KG: Gerweis        | Die Ortskapelle von Gerweis ist ein schlichter Bau von 1849, südwestlich ausgerichtet, mit halbrunder Apsis und einem Dachreiter über dem Südwestgiebel. Der Innenraum verfügt über ein Platzlgewölbe und in der Apsis über ein Klostergewölbe. | BDA-Hist.: Q38035752 Status: § 2a Stand der BDA-Liste: 2025-06-30 Name: Ortskapelle Gerweis GstNr.: .33                                                                |
| ja   | Datei hochladen | Pest-/Dreifaltigkeitssäule HERIS-ID: 62768 Objekt-ID: 75349                            | Standort KG: Gerweis                              | Die Pestsäule ist mit 1734 bezeichnet. | BDA-Hist.: Q38101049 Status: § 2a Stand der BDA-Liste: 2025-06-30 Name: Pest-/Dreifaltigkeitssäule GstNr.: 993/2                                                       |
| ja   | Datei hochladen | Ortskapelle hl. Florian HERIS-ID: 50026 Objekt-ID: 54495                               | Kleinpoppen 4, gegenüber Standort KG: Kleinpoppen | Die Ortskapelle hl. Florian ist ein schlichter Bau von 1849 mit fünfseitigem Schluss und Rundbogenfenstern. Der Westturm wurde 1959 anstelle eines hölzernen Dachreiters errichtet. Der Innenraum hat eine Flachdecke. Zur Ausstattung zählt ein Holzkruzifix aus der Mitte des 20. Jahrhunderts. | BDA-Hist.: Q38037646 Status: § 2a Stand der BDA-Liste: 2025-06-30 Name: Ortskapelle hl. Florian GstNr.: .20                                                            |
| ja   | Datei hochladen | Ortskapelle Rieweis HERIS-ID: 62772 Objekt-ID: 75355                                   | Rieweis 12, vor Standort KG: Rieweis              | Die Ortskapelle von Rieweis ist ein schlichter, 1914 geweihter Bau mit rundem Schluss und Rundbogenfenstern. Über dem geschwungenen Westgiebel erhebt sich ein Dachreiter mit Schallfenstern und Zwiebelhelm. An der Fassade ist eine Nische mit einer Herz-Jesu-Figur aus dem frühen 20. Jahrhundert zu sehen. Der Innenraum ist flach gedeckt. Zur Ausstattung zählen ein historistischer Altar sowie Figuren der hll. Johannes Nepomuk und Florian von Ende des 18./Anfang des 19. Jahrhunderts. | BDA-Hist.: Q38101075 Status: § 2a Stand der BDA-Liste: 2025-06-30 Name: Ortskapelle Rieweis GstNr.: .15                                                                |